# Morden, Dorset
Morden (även: Moreden) är en ort och civil parish i grevskapet Dorset i England. Orten ligger i kommunen Dorset, cirka 8 kilometer norr om Wareham och cirka 11 kilometer nordväst om Poole. Civil parishen hade 323 invånare vid folkräkningen år 2011.
Förutom orten Morden utgörs även civil parishen av byarna East Morden, West Morden, Charborough och Whitefields.